# Xu thép 1943 (tiền xu Hoa Kỳ)
Xu thép 1943 là đồng xu một xu của Hoa Kỳ được đúc bằng thép do gặp phải tình trạng thiếu hụt đồng - nguyên liệu chính cùa đồng xu, do hoàn cảnh thời chiến. Các cục đúc tiền xu Hoa Kỳ Philadelphia, Denver và San Francisco từng sản xuất đồng xu thép 1943 này. Chính nhờ thành phần độc đáo của đồng xu này (thép phẩm chất thấp, tráng một lớp kẽm, hoàn toàn khác biệt với đồng xu gồm 95% làm từ đồng) đã tạo nhiều biệt danh cho nó, một số có thể kể đến là xu thời chiến, xu thép chiến tranh và xu thép (steelie). Ngoài khác biệt về nguyên liệu đúc, đồng xu thép năm 1943 này hoàn toàn có thiết kế tương tự các đồng một xu khác vào giai đoạn 1909 đến 1958, với thiết kế của Victor David Brenner.

## Lịch sử
Do nhu cầu về kim loại đồng trong thời chiến, do đồng là nguyên liệu để chế tạo đạn dược và nhiều thiết bị quân sự phục vụ Chiến tranh thế giới thứ II, Sở đúc tiền Hoa Kỳ nghiên cứu nhiều cách thức khác nhau để hạn chế sự sử dụng và đảm bảo lượng đồng để sử dụng cho mục đích chiến tranh. Sau nhiều thử nghiệm các hợp chất thay thế cho đồng xu, từ kim loại khác và cả từ nhựa, đồng xu mới năm 1943 được quyết định cho đúc bằng thép mạ kẽm. Hợp kim này khiến đồng xu mới có từ tính và nhẹ hơn 13% so với phiên bản xu bằng đồng. Các đồng xu với hợp chất mới này đã được cho tiến hành đúc ở cả ba cục đúc tiền Hoa Kỳ: Philadelphia, Denver và San Francisco. Các đồng xu đúc từ Denver mang ký hiệu cục đúc là D, trong khi các đồng đúc từ cục San Francisco mang ký hiệu S và từ Philadelphia không có ký hiệu.
Tuy nhiên, sau khi cho đúc, các vấn đề bắt đầu nảy sinh: khi đồng tiền mới được đúc, chúng thường bị nhầm lẫn với đồng 10 xu (dime). Nam châm trong các máy bán hàng tự động được đặt để tách các đồng xèng bằng thép (bị người dùng đưa vào máy để thay thế tiền xu) cũng hút cả xu thép, là tiền thật. Do quá trình mạ không phủ toàn bộ kim loại cần mạ lên trên cạnh đồng xu, mồ hôi người dùng nhanh chóng làm rỉ sét đồng tiền. Sau sự phản đối kịch liệt của công chúng, Sở đúc tiền Hoa Kỳ quyết định dùng quy trình mới, lấy nguyên liệu là vỏ đạn bằng đồng thau thu hồi pha thêm đồng nguyên chất để tạo ra hợp kim gần với thành phần tạo nên đồng xu giai đoạn 1941–42. Các đồng xu được đúc mới theo nguyên liệu này trong giai đoạn từ năm 1944–46. Sau giai đoạn này, thành phần nguyên liệu của đồng xu Hoa Kỳ trở về như trước thời chiến tranh.
Mặc dù các đồng xu thép tiếp tục được lưu hành vào thập niên 1960, nhưng Sở đúc tiền đã thu thập một số lượng lớn đồng xu 1943 và tiến hành tiêu hủy chúng. Đồng xu thép là đồng xu Hoa Kỳ phát hành thường xuyên duy nhất có thể tách ra riêng bằng nam châm.
Đồng xu thép cũng là đồng xu duy nhất được Hoa Kỳ phát hành để lưu hành không chứa thành phần là đồng.

## Phương thức đúc và số lượng đúc
Sở đúc tiền Hoa Kỳ đã mắc sai lầm trong việc đúc đồng xu 1943 bằng thép, do đó nó bị gỉ, mất đi độ sáng, do độ ẩm. Họ đúc phôi tiền xu như sau: cán một miếng thép đến độ dày nhất định, sau đó tráng mạ lớp kẽm phía ngoài. Tuy vậy, khi dập cắt phôi tiền (đục các lỗ tròn từ miếng kim loại), lại khiến lớp thép lộ ra nơi phía cạnh đồng xu. Từ điểm yếu này, đồng xu bị oxy hóa dẫn đến tình trạng bị gỉ, lan khắp mặt đồng xu, dù các nơi đó có được tráng kẽm hay không. Do dễ bị gỉ và nhầm lẫn với dime (10 xu), Sở đúc tiền đã dự tính đục lỗ ở giữa đồng xu để giúp dễ phân biệt các loại tiền xu.
Đồng một xu thép 1943 của Hoa Kỳ đã được đúc hơn 1 tỉ đồng xu, trong đó, phân chia cụ thể theo 3 sở đúc tiền, gồm 684.628.670 đồng xu tại Sở đúc tiền Philadelphia (1943), 217.660.000 đồng xu tại Sở đúc tiền Denver (1943-D) và 191.550.000 đúc tại Sở đúc tiền San Francisco (1943-S).

## Giá trị
Đồng xu thép 1943 về cơ bản không hiếm, do nhiều người đã giữ lại chúng khi chúng bắt đầu được đưa ra lưu thông, do quan điểm các đồng xu này bất bình thường (màu trắng so với màu nâu của đồng một xu thông thường). Do mang tính độc đáo, đây là đồng xu "huyền thoại" đối với các người săn tiền xu Mỹ. Trang USA Coin Book ước tính giá trị của một đồng xu một xu thép 1943, có giá cao hơn giá trị thực (một xu, 0,01 dollar) của nó. Một đồng xu thép 1943 từ cục đúc Philadelphia (1943) rơi vào khoảng 0,16 đến 8,91 dollar Mỹ; từ cục đúc Denver (1943-D) có giá trị trong khoảng 0,22 đến 11 dollar và từ cục đúc San Francisco (1943-S) có giá dao động từ 0,27 đến 22 dollar Mỹ. Trang The Spruce Crafts đưa ra mức giá thấp hơn nhiều, với giá trị dao động trong khoảng từ 0,1 đến 6,0 dollar Mỹ cho một xu thép 1943, tùy tình trạng đồng xu và cục đúc tiền nơi đúc ra nó.

## Các biến thể liên quan

### Xu đồng 1943

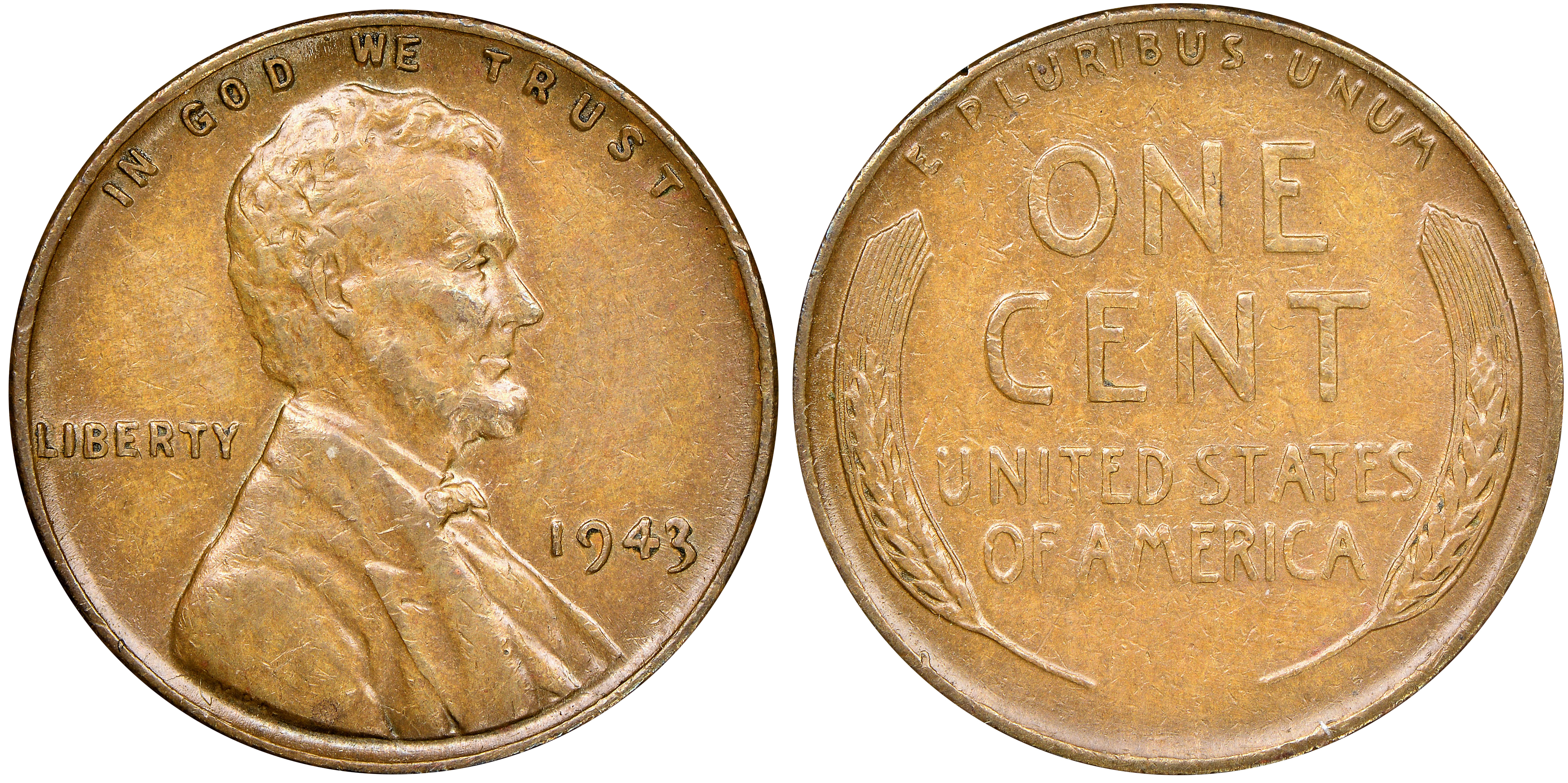
Xu đồng 1943

Hơn xa mức độ hiếm có với đồng xu doubled die (đúc kép) 1955, đồng xu năm 1943 làm bằng đồng là một trong những đồng xu đáng chú ý nhất của loạt tiền xu Lincoln (1909-nay). Ước tính, chỉ có khoảng 40 đồng xu được đúc như vậy, trong khi số được chính thức xác nhận vào khoảng 13 đồng xu. Đồng xu lỗi này được tạo do phôi đồng còn trong phễu đúc của máy đúc, còn sót lại trong quá trình chuyển phôi đồng sang phôi thép. Đồng xu lỗi (lần đầu) được phát hiện sau chiến tranh, trong năm 1947, tìm được đến hai đồng xu lỗi và một đồng xu nữa được phát hiện năm 1958. Một đồng xu lỗi đúc từ cục đúc tiền Denver được bán với giá hơn 1,7 triệu đô la vào năm 2010. Nhiều người đã làm giả đồng xu bằng cách mạ đồng xu thép 1943 bình thường (đôi khi dùng để tạo một đồng xu lạ, không có ý định lừa đảo), hoặc chỉnh sửa ngày trên đồng xu, từ các năm 1945 (thông thường nhất) và năm 1948 và 1949.
Đồng xu có nguyên liệu chính làm bằng đồng khác với đồng tiền thép ở bốn điểm:
- Đồng xu bằng đồng năm 1943 sẽ không bị nam châm hút. Xu thép mạ đồng dễ dàng bị nam châm hút, do từ tính.
- Đồng xu làm bằng đồng có cân nặng 3,1 gam, trong khi xu thép chỉ nặng 2,702 gam.
- Chữ số 3 năm 1943 có phần chân số dài, tương tự như ký tự số được đúc trên xu thép 1943. Những đồng xu bị chỉnh năm đúc sẽ không có đặc điểm này
- Chất lượng đúc (độ tinh xảo) của đồng xu làm bằng đồng sẽ cao, sắc nét, đặc biệt là khu vực viền đồng xu, do các phôi đồng được đúc với áp suất cao, vốn dành cho việc đúc phôi xu thép.

### Xu thiếc 1943
| Thiếc   | 86,41% |
| Antimon | 8,37%  |
| Đồng    | 1,75%  |
| Vanadi  | 1,02%  |

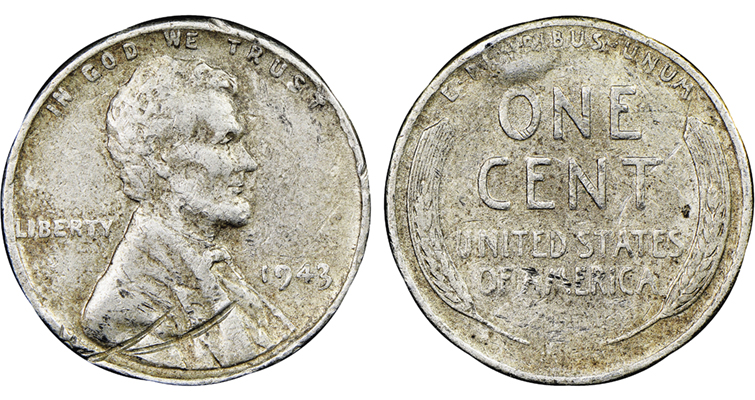
Xu thiếc 1943

Vào năm 2019, Công ty thẩm định tiền xu Numismatic Guaranty Corporation (quen dùng là NGC) đã chính thức xác nhận một đồng xu đúc năm 1943 đã mòn có thành phần gồm 86,41% thiếc và 8,37% antimon cùng với các kim loại khác chiếm tỉ lệ nhỏ. Đồng xu được phát hiện bởi một nhà sưu tập tiền xu ở bang Oregon, người đã tìm thấy nó trong sân của cha mình khoảng năm 1969. Trong khi tìm hiểu về đồng xu thép 1943 vào năm 2019, người này lưu ý rằng đồng xu trong bộ sưu tập của mình không hề bị nam châm hút. Có khả năng đồng xu này được đúc do gặp lỗi trong quá trình đúc hoặc đã được cố ý đúc với mục đích thử nghiệm, làm tiền mẫu vào cuối năm 1942, mặc dù không tìm thấy bằng chứng bằng tài liệu nào nói về một mẫu đồng xu thử nghiệm có thành phần cấu tạo này.
Đồng xu được tìm thấy trong tình trạng hư hỏng nặng, có hai vết cắt sâu, dài và bị uốn cong nhẹ. Do tin tưởng nó là một đồng xu thép, người phát hiện đã cố gắng làm cho đồng xu phẳng lại bằng cách đặt nó vào một cái ê-tô, nhằm mục đích nhét nó vào một album tiền xu. Đồng xu có cân nặng 2,702 g.

### Xu thép 1944

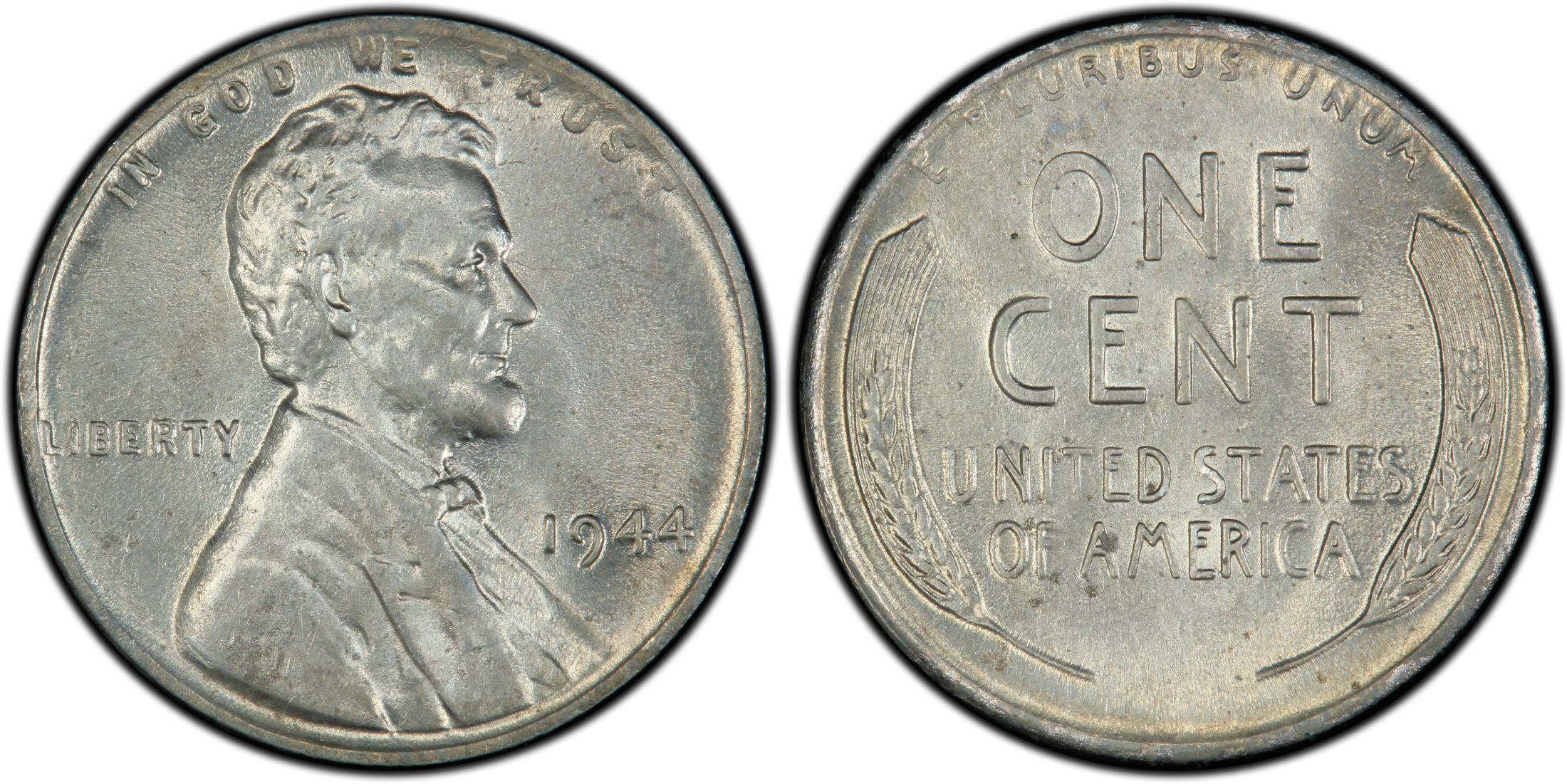
Xu thép 1944

Trong một lỗi tương tự như đồng xu làm bằng đồng năm 1943, một vài đồng xu đúc năm 1944 bị đúc trên phôi thép còn sót lại từ năm 1943. Có hai lý giải có thể giải thích lý do xảy ra lỗi: phôi thép còn sót lại của đồng xu thép Hoa Kỳ 1943 và phôi thép của đồng 2 franc Bỉ tại xưởng đúc tiền Philadelphia. Những phôi xu Bỉ này có trọng lượng khác một chút với đồng xu Hoa Kỳ 1943. Nhìn chung, số lượng xu thép năm 1944  ít hơn so với các đồng xu làm bằng đồng năm 1943,  và thậm chí còn có giá trị hơn; một đồng xu thép 1944 được đúc ở San Francisco (1944-S) được bán với giá 373.750 dollar Mỹ trong một cuộc đấu giá diễn ra vào tháng tháng 8 năm 2008 do Heritage Auctions tổ chức. Mức giá này là mức giá đấu giá cao nhất cho một đồng xu một xu Lincoln. Mức kỷ lục này bị phá vỡ vào ngày 23 tháng 9 năm 2010, khi mốc giá kỷ lục mới thiết lập bởi đồng một xu 1943 làm bằng đồng, đến từ cục đúc tiền Denver (1943-D).

## Đồng xu được mạ lại
Vì nhiều xu thép bị ăn mòn và trở nên xỉn màu ngay sau khi được đưa vào lưu thông, một số người buôn bán đồng xu quyết định cải thiện ngoại hình cho đồng xu thép bằng cách "tái xử lý" chúng: tước bỏ lớp mạ kẽm cũ và sau đó mạ lại chúng bằng kẽm hoặc crôm. Những đồng tiền đã qua xử lý lại này đôi khi được những người bán hàng trực tuyến thiếu hiểu biết hoặc vô đạo đức mô tả là những đồng xu những thuật ngữ "xu sáng không lưu thông" brilliant uncirculated - BU hoặc dùng các thuật ngữ tương đương.